# Saint-Marsal
Saint-Marsal là một xã trong tỉnh Pyrénées-Orientales, vùng Occitanie phía nam nước Pháp. Xã Saint-Marsal nằm ở khu vực có độ cao trung bình 720 mét trên mực nước biển.